# 6 Pułk Szwoleżerów Cesarstwa Austriackiego
6 Pułk Szwoleżerów Cesarstwa Austriackiego – jeden z austriackich pułków kawalerii okresu Cesarstwa Austriackiego.
Okręgi poboru: Bohemia.

## Wcześniejsza nomenklatura
- 1798: 13 Pułk Lekkich Dragonów
- 1801: 6 Pułk Szwoleżerów

## Garnizony

### Przed powstaniem Cesarstwa
- 1798: Engfurt in Bayern
- 1801: Brandeis
- 1802: Klatovy (Klattau), Lauffen
- 1803-1804: Klatovy (Klattau)

### Po powstaniu Cesarstwa
- 1804-1805: Klatovy (Klattau)
- 1806: Brandeis
- 1810: Klatovy (Klattau), potem Himberg
- 1811: Inzersdorf
- 1812-1813: Kecskemét
- 1814: Gyöngyös
- 1815: Wiedeń
- 1816-1839: Gródek